# 市道178號
市道178號（中崙－大匏崙）為一條臺灣市道，西起臺南市安南區新寮，東至臺南市大內區大匏崙，全長共計29.686公里。

## 支線

### 甲線
市道178甲線（溪州－豐德），全線位於臺南市山上區，西起溪州，東至豐德，全長共計6.082公里。

## 公路概述
主線
市道178號係以臺南市安南區新寮之公學路與安吉路口為公路起點，與台17甲線交會，藉由台17甲線往北行進可接國道八號。此公路經過公親寮之後進入安定區的中崙聚落，在此與台19線交會。
由於中華民國交通部於2003年公告解編此公路在安定區港口聚落境內之路段，故在行進至港口里後轉往新納編的港口外環線，不再進入港口聚落。安定市區外郊設置了安定交流道聯絡道，2018年改編為市道178號的一部分，藉由此聯絡道可接安定交流道進入國道一號。此公路通過南部科學工業園區臺南園區北部後進入善化區，並在善化市區行經光復路後與台19甲線交會，而後在小新營聚落境內與台1線交會。此公路於善化區－山上區界設置善化交流道，可藉此進入國道三號。
此公路離開善化交流道不遠處，即進入山上區於溪州與市道178甲線交會。通過大內橋跨越曾文溪進入大內區，經過大內市區、後堀聚落之後，通過二溪大橋再度跨越曾文溪進入二溪聚落，之後於大匏崙銜接台84線二溪交流道，即是此公路之終點。
甲線
市道178甲線由市道178號舊線之山上區溪州至豐德路段改編而成。此公路以溪州為公路起點，與市道178號交會後通過山上工業區、山上市區等地，之後於豐德里境內與台20線交會，即是此公路之終點。

## 歷史沿革
臺灣公路編號制度之形成可追溯至1960年所施行之《公路法》，以及1963年所制訂之《臺灣省各級公路及橋涵編號辦法》。在《公路法》中規定公路分為國道、省道、縣道及鄉道；而在《臺灣省各級公路及橋涵編號辦法》中規定南北向為單號、東西向為雙號，且重要縣鄉道公路編號自「101」起，不冠代字。
1961年，臺灣省公路局（今交通部公路總局）進行首次公路普查，將土城子至隙子口路段納編為縣道178號，路線名稱為「土城子－隙子口」，西起臺南市安南區，東至臺南縣山上鄉（今臺南市山上區）隙子口之縣道180號（今台20線），全長共計35.997公里。
1977年，臺灣省政府公告「65年度臺灣省公路資料統計表」，將縣道178號之路線調整為「十二佃－豐德」，西起臺南市安南區十二佃之台17線（後改編為台17甲線，今已降為市區道路），東至臺南縣山上鄉豐德村之台20線，全長共計28.821公里。原縣道178號0k+000－7k+010路段併入至濱海省道（台17線）。
此公路後續出現多次的里程調整，惟路線名稱不變。1986年，臺灣省政府公告將縣道178號之里程調整為28.890公里。1999年，臺灣省政府公告「87年全年臺灣省省道、縣道、鄉道分縣市資料統計總表」，將縣道178號之里程調整為28.324公里。2001年，中華民國交通部公告將縣道178號之里程調整為29.174公里。2003年，中華民國交通部公告將臺南縣安定鄉（今臺南市安定區）港口外環線納編為縣道178號，原縣道178號7k+032－8k+619路段解編，里程調整為29.227公里。2004年，中華民國交通部公告將縣道178號之里程調整為28.943公里。2009年，此公路的總長度調整為28.370公里。
2013年中華民國交通部公告「臺南市市道及區道，原臺南市及臺南縣縣道、臺南縣鄉道廢止案」，將原臺南市與臺南縣境內的縣道與鄉道廢止，並且改編為市道與區道，當中縣道178號依公告廢止，並且改編為市道178號，路線名稱不變，里程仍為28.370公里。
2018年中華民國交通部公告「調整臺南市轄內市道及區道公路路線案」，其中原市道178號安南區十二佃至長安路段廢止、安定市區路段改行國道1號安定交流道聯絡道、善化市區路段改行光復路，以及山上區溪州至豐德路段廢止，並將原區道南182線併入市道178號後，終點延伸至大內區大匏崙，並將原溪州至豐德路段改編為市道178甲線，市道178號路線名稱改為「中崙－大匏崙」，調整後里程為29.686公里。

## 行經行政區域
主線
全線均位於臺南市境內。
| 安南區 | 新寮              | 0.000  | 台17甲線     | 公路起點        |  |  |
| 安南區 | 公親寮            | 2.480  | 南131線      | 南131線終點     |  |  |
| 安定區 | 中崙              | 3.028  | 台19線       |                 |  |  |
| 安定區 | 六塊寮            | －     | （地區道路） |                 |  |  |
| 安定區 | 港口              | －     | 南134線      |                 |  |  |
| 安定區 | 港子尾            | －     | （地區道路） |                 |  |  |
| 安定區 | 安定市區          | －     | （地區道路） |                 |  |  |
| 安定區 | 安定交流道        | 9.200  | 國道一號     |                 |  |  |
| 安定區 | 鄭拐              | －     | （地區道路） |                 |  |  |
| 安定區 | 蘇厝              | －     | 南122線      | 南122線起點     |  |  |
| 善化區 | 烏橋              | －     | 南128-1線    | 南128-1線終點   |  |  |
| 善化區 | 九間厝            | －     | 南128線      | 南128線終點     |  |  |
| 善化區 | 善化市區          | －     | 南137線      | 南137線起點     |  |  |
| 善化區 | 坐駕              | 15.413 | 台19甲線     |                 |  |  |
| 善化區 | － 跨越縱貫線南段 |        |              |                 |  |  |
| 善化區 | 小新營            | －     | 南130線      | 南130線終點     |  |  |
| 善化區 | 小新營            | 18.500 | 台1線        |                 |  |  |
| 善化區 | 茄拔              | －     | 南129線      | 南129線終點     |  |  |
| 善化區 | 善化交流道        | 19.700 | 國道三號     |                 |  |  |
| 山上區 | 溪州              | 20.021 | 市道178甲線  | 市道178甲線起點 |  |  |
| －     |                   |        |              |                 |  |  |
| 大內區 | 大內市區          | 22.000 | 南181線      |                 |  |  |
| 大內區 | 大內市區          | －     | 南181線      |                 |  |  |
| 大內區 | 後堀              | 23.600 | 南182線      | 南182線起點     |  |  |
| 大內區 | －                |        |              |                 |  |  |
| 大內區 | 二重溪            | 25.600 | 南184線      | 南184線終點     |  |  |
| 大內區 | 二重溪            | －     |              |                 |  |  |
| 大內區 | 二重溪            | －     | （地區道路） |                 |  |  |
| 大內區 | －                |        |              |                 |  |  |
| 大內區 | 大匏崙            | －     | （地區道路） |                 |  |  |
| 大內區 | 二溪交流道        | 29.500 | 台84線       |                 |  |  |
| 大內區 | 大匏崙            | 29.686 | （地區道路） | 公路終點        |  |  |
| 大內區 |                   |        |              |                 |  |  |

甲線
全線均位於臺南市境內。
| 鄉鎮 市區 | 地點     | 里程 （km） | 交會道路     | 備註          |  |
| --------- | -------- | ----------- | ------------ | ------------- |  |
| 山上區    | 溪州     | 0.000       | 市道178號    | 公路起點      |  |
| 山上區    | 北勢洲   | －          | 南140-1線    | 南140-1線起點 |  |
| 山上區    | 苦瓜寮   | －          | 南140線      | 南140線終點   |  |
| 山上區    | 山上市區 | 2.700       | 南175線      |               |  |
| 山上區    | 山上市區 | －          | 南184線      | 南184線起點   |  |
| 山上區    | 新       | －          | （地區道路） |               |  |
| 山上區    | 豐德     | 6.082       | 台20線       | 公路終點      |  |
|           |          |             |              |               |  |

## 沿線路名
主線
- 公學路二－一段
- 興農路
- 光復路
- 大成路
- 成功路

## 沿線設施與景點
| 主線 - 臺南市安定區南興國民小學 - 臺南市安定區安定國民小學 - 安定交流道（ 國道一號） - 南部科學園區 - 臺南市善化區大成國民小學 - 國立善化高級中學 - 善化交流道（ 國道三號） - 臺南市大內區公所 - 臺南市大內區二溪國民小學 - 二溪交流道（ 台84線） | 甲線 - 臺南市山上區公所 - 臺南市山上區山上國民小學 - 臺南山上花園水道博物館 |